# Список умерших в 932 году

## Ноябрь
- 21 ноября — Христодул, папа и патриарх Александрийский и всего Египта (907—932).

## Дата смерти неизвестна или требует уточнения
- Василий Медная Рука, предводитель крупного крестьянского восстания, вспыхнувшего в византийской феме Опсикий на северо-западе Малой Азии около 932 года.
- Исаак Исраэли, египетский и еврейский врач, философ-неоплатоник и комментатор Писания.
- Аль-Муктадир Биллах, багдадский халиф (929—932) из династии Аббасидов.
- Мухаммад аль-Айяши, исламский богослов, учёный по фикху и писатель.
- Орсо II Партечипацио, 18-й венецианский дож (912—932).
- Роллон, первый герцог Нормандии (под именем Роберт I), основоположник Нормандской династии[1].
- Фудзивара-но Садаката, японский поэт.